# Meeri Koutaniemi

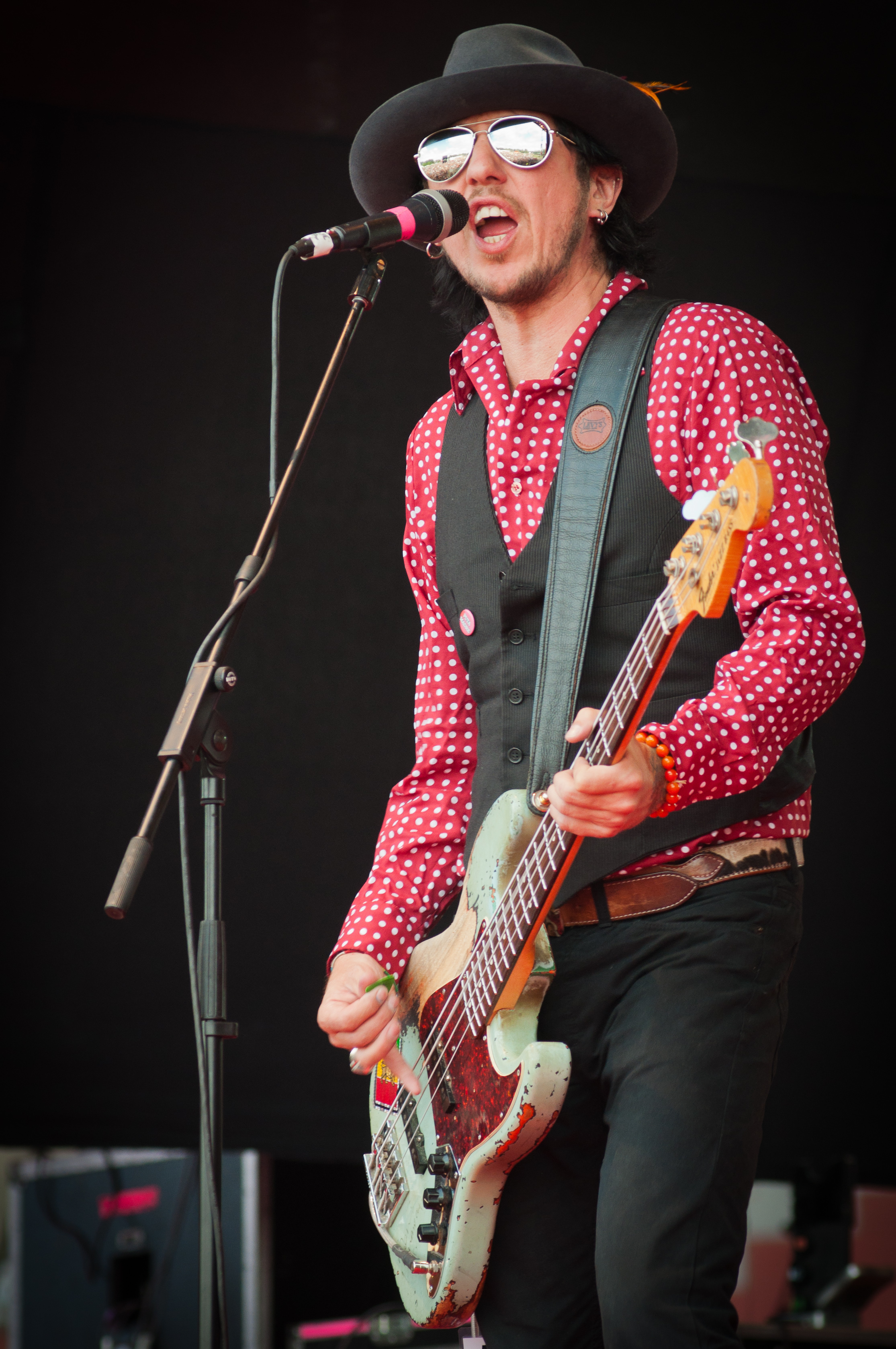
Fotografky manžel Sami Yaffa

Meeri Koutaniemi (* 1987, Kuusamo) je finská fotografka a novinářka. Koutaniemi je známá svými portréty a reportážemi týkajících se lidských práv a menšin.

## Životopis
Koutaniemi se narodila v roce 1987 v Kuusamo. Po základní škole se přestěhovala z Kuusamo do Oulu, kde studovala divadlo na střední škole. Po šesti měsících pobytu v Oulu se přestěhovala do Helsinek, kde studovala hudbu a tanec na Vyšší střední škole Sibelius. Vystudovala fotožurnalistiku na Tamperské univerzitě.
Od roku 2011 Koutaniemi cestuje a pracuje po celém světě, například v jihovýchodní Asii, Africe a Latinské Americe.
Koutaniemi je zakládajícím členem italské fotografické agentury Echo a finské Collective 11.
Koutaniemi je zčásti romského původu a podle testu DNA, který provedla v roce 2018, má také středoasijský a eskymácký rodový původ.

## Ohlasy a kritika
Koutaniemi získala několik ocenění v každoroční soutěži finské asociace fotografů. V roce 2012 získala cenu Portrét roku. V roce 2013 získala cenu v šesti kategoriích: fotograf roku, multimédia roku, fotografie roku, zahraniční reportáž roku, portrét roku a výběr diváků. V roce 2014 zvítězila ve dvou kategoriích: fotograf roku a zahraniční reportáž roku.
V roce 2014 získala Koutaniemi Cenu Visa D'or Daily Press Award ve Visa pour l'Image v Perpignanu ve Francii a Freelens Award na Lumix Photo Festivalu v Hannoveru (Německo) s reportáží o mrzačení ženských genitálií dvou dívek kmene Masajů. Reportáž byla publikována ve finském deníku Helsingin Sanomat v roce 2014 a vyvolala rozsáhlé diskuse. UNICEF Finsko patřilo mezi ty, kteří vydání seriálu v médiích kritizovali , ale fotografie získaly čestné uznání v soutěži Foto roku pořádané organizací UNICEF Německo. Reportáž byla také publikována v článku magazínu Time.

## Knihy
- 2017 Sami Yaffan Maailma, LIKE
- 2017 Ilopangon naiset, LIKE
- 2016 Fintiaanien mailla, WSOY
- 2015 Sisu, PS-kustannus
- 2015 Riisuttu Suomi, Docendo
- 2013 Oasis, Musta Taide

## Ocenění
- 2017 The Maker of the Future, Culture Gala, Finsko
- 2017 People's Choice, Photo Journalist of the Year, Finnish Press Photos, Finsko
- 2015 2. Price, Best Photostory, Siena International Photo Awards, Itálie
- 2015 Vítězka, PDN, The Marty Forscher Fellowship Professional Award, USA
- 2014 Honorable Mention / Pictures of the Year, UNICEF, Německo
- 2014 Shortlisted Winners, VIPA international Awards, Rakousko
- 2014 Vítězka, Visa D'or Daily Press Award, Visa pour l’Image, Francie
- 2014 Vítězka, FreeLens Award, Lumix Photo Festival, Germany
- 2014 Vítězka, Photographer of the Year, Annual Press Photo Competition, Finsko
- 2014 Vítězka, Foreign Reportage of the Year, Annual Press Photo Competition, Finsko
- 2013 Carina Appel Memorial Award, Finsko
- 2013 Vítězka, Photographer of the Year, Annual Press Photo Competition, Finsko
- 2013 Vítězka, Multimedia of the Year, Annual Press Photo Competition, Finsko
- 2013 Vítězka, Photo of the Year, Annual Press Photo Competition, Finsko
- 2013 Vítězka, Foreign Reportage of the Year, Annual Press Photo Competition, Finsko
- 2013 Vítězka, Portrait of the Year, Annual Press Photo Competition, Finsko
- 2013 People's Choice, Portrait of the Year, Annual Press Photo Competition, Finsko
- 2012 Tim Hetherington Memorial Award, USA
- 2012 Vítězka, Portrait of the Year, Annual Press Photo Competition, Finsko
- 2012 Honor Mention, Foreign Reportage, Annual Press Photo Competition, Finsko

## Osobní život
Od března 2016 Koutaniemi udržuje vztah s rockovým hudebníkem Samim Yaffou. Zasnoubili se v červenci 2017 a vzali se v září 2017 na Mallorce ve Španělsku.